# Marie Speyer
Marie Speyer (Vianden, 13 juli 1880 - Luxemburg, 18 juni 1914) was een Luxemburgse taalkundige en schooldirectrice. In 1909 was ze de eerste vrouw die doctoreerde aan de Universiteit van Fribourg.

## Biografie
Marie Speyer was een dochter van Johann Peter Speyer, een rechter in het Luxemburgse hooggerechtshof, en van Anna-Marie Botzem. Nadat zij had gestudeerd in haar thuisland, het Groothertogdom Luxemburg, trok zij naar de Zwitserse stad Fribourg om er van 1905 tot 1909 aan de Universiteit van Fribourg Duitse en Franse literatuur te studeren. Na een studieverblijf in Praag in 1908 zou ze in 1909 in Fribourg doctoreren met een proefschrift over Friedrich Wilhelm Weber. Daarmee was ze de eerste vrouw die doctoreerde aan de Universiteit van Fribourg. Van 1910 tot 1911 was ze directrice van het kantonnaal meisjeslyceum van Fribourg, het latere Sainte-Croixcollege. Vervolgens was ze van 1911 tot 1914 vicedirectrice van het meisjeslyceum van Luxemburg.

## Werken
- (de)  Friedrich Wilhelm Weber und seine Beziehung zum deutschen Altertum, 1909 (doctoraal proefschrift).
- (de)  Erinnerungsblätter, ausgewählte Vorträge und Aufsätze, 1930.